# Virus hepatitisa B
Za bolezen glej hepatitis B.
Virus hepatitisa B (Hepatitis B virus, okrajšano VHB) je virus iz rodu ortohepadnavirusov, ki je odporen na toploto in občutljiv na kislo okolje, povzroča hepatitis B in se prenaša s krvjo in krvnimi produkti. Razlikujejo 4 virusne tipe.

## Bolezen
Poleg hepatitisa B lahko okužba z virusom HBV vodi tudi do ciroze jeter ter jetrnoceličnega raka. Podatki kažejo, da morda tudi poveča tveganje za nastanek raka trebušne slinavke.

## Razvrstitev
Virus hepatitisa B spada v rod ortohepadnavirusov, ki zajema še tri vrste: virus hepatitisa evropske tekunice, virus hepatitisa svizca in virus hepatitisa volnate opice. Spada v družino hepadnavirusov, kamor sodi tudi rod avihepadnavirusov. Red tej družini virusov še ni dodeljen. Viruse, podobne virusu hepatitisu B, so odkrili pri vseh opicah Starega sveta (pri orangutanih, gibonih, gorilah in šimpanzih) ter pri eno opici Novega sveta (pri volnati opici), kar kaže na to, da je virus pri prvakih že dolgo prisoten.
Virus je na osnovi antigenskih epitopov, ki jih izraža na površini virusne ovojnice, nadalje razvrščen v 4 serotipe (adr, adw, ayr, ayw) ter na osnovi različic nukleotidnega zaporedja genoma na 8 genotipov (A–H). Za genotipe je značilna različna porazdelitev po svetu in so osnova za zasledovanje evolucije in prenašanja virusa. Od genotipa so odvisni tudi resnost bolezni, njen potek in verjetnost zapletov ter tudi odziv na zdravljenje in verjetno tudi na cepljenje.

## Morfologija

### Zgradba
Virus hepatitisa B spada v družino hepadnavirusov. Virusni delec oziroma virion sestoji iz zunanje lipidne ovojnice, ki obdaja beljakovinsko ikozaedričn nukleokapsido. Znotraj kapside se nahajata virusna DNK ter encim DNK-polimeraza, ki izkazuje aktivnost reverzne transkriptaze, kar je podobnost z retrovirusi. V zunanji ovojnici se nahajajo beljakovine, ki so pomembne za vstop v gostiteljeve celice ter izstop iz nje. Gre za enega najmanjših živalskih virusov z ovojnico, saj meri v premer le 42 nm. Virus pa obstaja tudi v dveh fleomorfnih oblikah, in sicer v obliki nitastih (filamentoznih) in kroglastih (sferičnih) delcev, ki ne vsebujejo virusnega jedra s kapsido. Ti delci niso kužni in so sestavljeni iz lipidov in beljakovine, ki sicer tvori površino viriona in se imenuje površinski antigen (HBsAg) ter se tvori v presežnih količinah tekom virusnega življenjskega ciklusa.

### Sestavni deli
Virus hepatitisa B vsebuje:
- HBsAg
- HBcAg (HBeAg je njegova spojitvena različica)
- DNK-polimeraza
- HBx – njegova vloga še ni pojasnjena.[10]

Virus hepatitisa D potrebuje za to, da sam postane virulenten, delce virusne ovojnice virusa hepatitisa B.

## Dednina

### Velikost
Dednino virusa hepatitisa B predstavlja krožna DNK, vendar ima določene posebnosti, saj ni popolnoma dvojnoverižna. En konec verige polne dolžine je povezan z virusno DNK-polimerazo. Genom meri v dolžino 3020–3320 nukleotidov (veriga polne dolžine) oziroma 1700–2800 nukleotidov (veriga kratke dolžine).

### Geni
Virusna DNK je v jedru gostiteljeve celice zaznavna kmalu po okužbi celice. Delno dvojnoverižna DNK postane popolnoma dvojnoverižna z dopolnitvijo pozitivno usmerjene verige ter z odstranitvijo beljakovinske molekule iz negativno usmerjene verige ter kratkega zaporedja RNK iz pozitivno usmerjene verige. Nekodirajoče baze na koncih negativno usmerjene verige se odstranijo in konca se združita.
Poznani so 4 geni, ki jih zapisuje DNK virusa hepatitisa B: C, X, P in S. Gen C zapisuje sredično beljakovino (HBcAg); za njegovim začetnim kodonom se nahaja začetni kodon AUG znotraj istega bralnega okvirja, s katerim se začne proizvodnja predsredične (pre-core) beljakovine. S proteolitično cepitvijo predsredične beljakovine nastane HBeAg. DNK-polimerazo zapisuje gen P. Gen S zapisuje površinsko beljakovino (HBsAg). Gen za HBsAg je dolg odprti bralni okvir in vsebuje 3 začetne kodone ATG znotraj istega okvirja. S tem je gen razdeljen na 3 razdelke: pre-S1, pre-S2 in S. Zaradi več začetnih kodonov lahko nastanejo 3 različno dolgi polipeptidi, ki se imenujejo veliki, srednji in mali(pre-S1 + pre-S2 + S, pre-S2 + S in S). Vloga beljakovine, ki jo zapisuje gen X, še ni znana.
V genomu virusa hepatitisa B so prepoznali tudi več nekodirajočih predelov RNK: HBV-PREalfa, HBV-PREbeta in HBV-RNK-enkapsidacijski signal epsilon.

### Genotipi
Poznamo štiri glavne serotipe virusa hepatitisa B, in sicer adr, adw, ayr, ayw. Razvrstitev v serotipe temelji na razlikah v epitopih njihovih beljakovin v ovojnici. Nadalje poznamo glede na razlike v nukleotidnem zaporedju v virusovem genomu 8 genotipov (A–H). Posamezni genotipi so različno zemljepisno razporejeni, kar omogoča sledenje evolucije in prenosa virusa. Genotip vpliva na resnost in potek bolezni, na verjetnost zapletov ter na odzivnost na cepiva in zdravila.
Genotip A je razširjen zlasti v severni Evropi, Severni Ameriki, Indiji in Afriki, genotipa B in C v jugovzhodni Aziji in genotip D v južni Evropi, na Bližnjem vzhodu in v Indiji. V Evropi sta najbolj razširjena genotipa A (pogostejši v severni Evropi) in D (zlasti v Sredozemlju). V Sloveniji je po razpoložljivih podatkih več kot 84 % bolnikov okuženih z genotipom D, večina ostalih pa z A.

## Življenjski ciklus
Življenjski ciklus virusa HBV je zapleten. Gre za enega od maloštevilnih poznanih neretrovirusnih virusov, ki v svojem postopku podvojevanja uporabljajo reverzno transkriptazo.
Življenjski ciklus virusa HBV lahko razdelimo v 6 stopenj:
PričvrstitevVirus vdre v gostiteljevo celico, tako da se veže na receptor na njeni površini ter vstopi vanjo s pomočjo endocitoze. Celičnega površinskega receptorja še niso odkrili, predvidoma pa gre za predstavnika ovalbumisnke skupine inhibitorjev serinske proteaze.
VstopVirusna membrana se zlije s celično membrano gostiteljeve celice ter v citoplazmo sprosti svojo DNK in sredične beljakovine.
SlačenjeKer se virus razmnožuje s pomočjo RNK, ki se proizvede s pomočjo gostiteljevega encima, se mora virusna genomska DNK prenesti v celično jedro s pomočjo gostiteljevih beljakovin, imenovanih šaperoni. Sredične beljakovine se ločijo od delno dvojnoverižne virusne DNK in le-ta se dodela v popolnoma dvojnoverižno obliko ter pretvori v kovalentno zaprto krožno DNK (cccDNA, angl. covalently closed circular DNA). Slednja nato služi kot matrica za prepis štirih vrst sporočilne RNK (mRNK).
PodvojevanjeNajdaljša mRNK, ki je daljša od virusnega genoma, se uporabi za nastanek novih kopij genoma ter za tvorbo kapsidnih sredičnih beljakovin in virusne DNK-polimerze.
ZdruževanjeTi štirje prepisi se nadalje procesirajo ter omogočijo združitev v nove virusne delce, ki se bodisi sprostijo iz celice bodisi vrnejo v jedro in ponovno vključijo v proizvodnjo nadaljnjih kopij.
SprostitevDolga mRNK se prenese iz jedra v citoplazmo, kjer se s pomočjo beljakovine P, ki izkazuje aktivnost reverzne transkriptaze, sintetizira virusna DNK.